# День смеха (фильм)
«День смеха» (англ. April Fool's Day) — американский слэшер с элементами триллера, ремейк фильма «День дурака» 1986 года, снятый братьями Бутчерами. Главные роли исполнили Тейлор Коул, Джош Хендерсон, Скаут Тейлор-Комптон, Джо Эгендер и Дженнифер Сибел.
Фильм был выпущен сразу на DVD и в формате VOD 25 марта 2008 года и получил негативные отзывы со стороны критиков и зрителей.

## Сюжет
Действие фильма разворачивается 1 апреля 2007 года. Девушка Дезире Картье устраивает вечеринку для своей подруги-актрисы Торренс Колдуэлл. На вечеринке также присутствуют брат Дезирье, Блейн, который находится в непростых отношениях с сестрой, кандидат в Сенат США Питер Уэллинг, обладательница звания «Мисс Каролина» и невеста Питера Барби Рейнольдс, оператор Райан и светский репортёр Чарльз Лэнсфорд. Когда вечеринка набирает обороты, появляется Милан Гастингс, соперница Дезире и тайная возлюбленная Райана.
В качестве первоапрельской шутки Дезире предлагает Блейну напоить Милан шампанским и соблазнить её в спальне наверху. Дезире и ещё несколько участниц вечеринки толпятся у двери спальни, чтобы заснять шутку на камеру Райана. Но внезапно у Милан происходит припадок, из-за которого она падает с балкона и разбивается насмерть. Друзья судятся с Блейном и выигрывают дело, в результате чего Блейн лишается контроля над семейным состоянием, которое переходит Дезире. Однако и Блейну удаётся выйти сухим из воды и смерть Милан признают несчастным случаем.
Год спустя, 1 апреля 2008 года, Дезире, Блейн, Питер, Барби, Торренс и Райан получает анонимные приглашения на встречу на могиле Милан в полдень. При этом, на каждом письме присутствует подпись: «У меня есть доказательства». Когда вся шестёрка собирается на месте, появляется неизвестный человек с посылкой, внутри которой находятся компьютер и письмо. В письме говорится, что среди них есть 1 человек, убивший Милан, и если он не сознается в содеянном, все они умрут к полуночи. После этого друзья включают компьютер и находят на нём видео, на котором маньяк топит Чарльза в бассейне.
После этого друзья идут к бассейну, чтобы убедиться в достоверности видео и находят труп Чарльза. Чуть позже у Дезире начинаются галлюцинации, в которых все её друзья якобы погибают, но их тела исчезают без следа. Вскоре маньяк начинает претворять свой кровавый план в действие: сначала он убивает Барби в гримёрке с помощью электрического тока, затем сбивает Питера на грузовике, а потом перерезает горло Райану в его же квартире. Вскоре Блейн и Дезире обнаруживают, что их дворецкий Уилфорд был убит на кухне.
Дезире и Блейн ненадолго разделяются, и вскоре Дезире обнаруживает брата привязанным к стулу. Внезапно появляется Торренс, оказавшаяся  маньяком и вооружённая пистолетом, которая привязывает Дезире к соседнему стулу. После непродолжительного спора Торренс стреляет Блейну в грудь и тогда Дезире признаётся, что это именно она убила Милан, подсыпав снотворное ей в шампанское и использовав своего брата в качестве козла отпущения. И тут выясняется, что все убийства были простым разыгрышем, устроенным друзьями Дезире, которые хотели показать ей, какая она стерва.
Чтобы повторить шутку с револьвером, заряженным холостыми потронами, Торренс ещё раз стреляет в Дезире, но, к её шоку, в этот раз патрон оказался настоящим, в результате чего Дезире сносит голову. После этого судья, проводивший расследование смерти Милан год назад, обьявляет Торренс невиновной в смерти Дезире, в то время как все активы семьи передаются Блейну.
В финальной сцене показано, как Блейн уезжает на красном Mercedes сестры и зловеще ухмыляется.

## В ролях
| Актёр                | Роль              |
| -------------------- | ----------------- |
| Тейлор Коул          | Дезире Картье     |
| Джош Хендерсон       | Блейн Карьте      |
| Скаут Тейлор-Комптон | Торренс Колдуэлл  |
| Джо Эгендер          | Райан             |
| Дженнифер Сибел      | Барби Рейнольдс   |
| Сэмюэл Чайлд         | Питер Уэллинг     |
| Джозеф МакКелхир     | Чарльз Лэнсфорд   |
| Фрэнк Дж. Аард       | дворецкий Уилфорд |
| Сабрина Элдридж      | Милан Гастингс    |
| Чарльз Блэк          | судья             |
| Мередит Болл         | Сьюзан Мойер      |

## Производство
Фильм, снятый братьями Бутчерами и написанный ими в соавторстве с Майки Уигартом, является ремейком фильма «День дурака» 1986 года и был снят в Северной Каролине. Продюсерами выступили Тара Л. Крэйг и Фрэнк Манкузо мл. Манкузо также являлся продюсером первого фильма 86-го года. Чуть позже актриса Скаут Тейлор-Комптон рассказала, что создатели изначально хотели сделать фильм с рейтингом R, но в итоге им пришлось отказаться от этой идеи.
Братья Бутчеры рассказали, что во втором фильме они попытались сделать гораздо более нестандартный юмор в новом антураже, нежели в первом фильме. Также, как подтвердил один из братьев, Митчелл, они попытались сделать из нового фильма довольно запутанную детективную историю.

## Критика
Майк Гинголд из Fangoria дал фильму негативную оценку, сказав: «Стыдно признавать, но у обновлённой версии „Дня смеха“ были возможности, учитывая потенциал электронных трюков и уловок, присущих современным технологиям. Вместо этого мы получили ещё один фильм, который ведёт себя так, будто простого присвоения проверенного временем названия достаточно, чтобы оправдать его существование, и не прилагает особых усилий, чтобы выделиться».
Фил Дэвис Браун из Horror Asylum дал фильму неоднозначную оценку, сказав: «Глянцевый, переполненный фальшивыми страхами и возглавляемый кучкой горячих цыпочек, он действительно безвкусный, низкопробный, вульгарный, чрезмерный, гламурный и блестящий, но, к моему удивлению, это был первый настолько плохой фильм, который я посмотрел за долгое время. Он сильно отличается от оригинала (так что, по крайней мере, они решили сделать что-то новое) и никогда не бывает страшным (хотя я был удивлён, увидев, что там довольно много крови), но, тем не менее, он забавный».